# Johannes Szypulski

Wappen von Abt Johannes Szypulski

Johannes Maria Szypulski OCist (* 25. Juni 1956 in Mława, Polen) ist ein polnischer Ordenspriester. Seit 2017 ist er der 69. Abt von Zwettl in Niederösterreich.

## Leben
Johannes Maria Szypulski studierte am Priesterseminar in Płock, wurde jedoch aus gesundheitlichen Gründen nicht zur Priesterweihe zugelassen. Im Jahr 1982 begann er das Noviziat bei den Zisterziensern in Stift Zwettl. Im Juni 1985 weihte ihn hier der Bischof von St. Pölten, Franz Žak, zum Priester.
Nach Jahren als Präfekt der Sängerknaben des Stifts und Novizenmeister war er ab 1992 in der Pfarrseelsorge in Großinzersdorf und Loidesthal in der Erzdiözese Wien tätig. Seit 2016 war er Prior des Stifts Zwettl.
Am 29. Mai 2017 wurde Johannes Szypulski als Nachfolger Wolfgang Wiedermanns zum Abt des Stifts Zwettl gewählt. Die Abtsbenediktion erteilte ihm der St. Pöltener Bischof Klaus Küng am 27. August desselben Jahres. Als Wahlspruch wählte er Fortitudo mea Maria (Maria ist meine Kraft).